# Саврук Гелена
Гелена Миколаївна Саврук — українська економістка, державна управлінка та громадська діячка. Керівна партнерка Могилянської стратегічної аґенції, заступниця декана Києво-Могилянської бізнес школи [kmbs], керівниця програм «Школа стратегічного архітектора» та «Стратегічне лідерство в секторі безпеки та оборони України» для вищого керівного складу сектору безпеки та оборони України у kmbs.
Фахівчиня з трансформації державних інституцій, соціальних систем та компаній. Експертка в розробці та впровадженні моделей співпраці державних інституцій з бізнесом, громадськими та міжнародними організаціями.

## Життєпис
1994 року здобула ступінь магістра економіки у Харківському національному університеті ім. В. Н. Каразіна. Кандидат економічних наук.

### Кар'єра
Понад 12 років працювала управлінкою на перших посадах з фокусом на впровадженні нових масштабованих моделей бізнесу, виведення нових продуктів на нові ринки та проведенні жорсткого антикризового управління.
2000—2005 роки — CEO заводу «Електромаш».
2005—2007 роки — CEO компанії Amkris.
2007—2009 роки — CEO компанії з управління активами «Melon Investment group», де займалась формуванням та управлінням бізнес-портфелю для 11 напрямів групи, посиленням муніципальних спроможностей міста.
2010 рік — CEO міжнародної високотехнологічної компанії «ЕКТА».
2012—2013 роки — генеральний директор холдингу «Агро Союз». На противагу іншим керівникам сектору виступала за мережеві, гнучкі моделі структури та побудову бізнесу за моделлю Value Net.

#### Києво-Могилянська бізнес-школа
З 2012 року є заступницею декана kmbs та очолює напрям стратегічних програм у Києво-Могилянській бізнес-школі. Є авторкою концепту Школи стратегій та стратегічної методології «Стратегії екосистем» та «Дизайн систем національної безпеки України». Викладачка курсів «Гранд стратегія», «Екосистеми та Value Net», «Безпекові та оборонні екосистеми», «Відкриті бізнес-моделі», «Оборонна бізнес-модель».
Керівниця «Школи стратегічного архітектора» — програми для трансформаційних лідерів бізнесу, вищого державного керівництва країни та соціальних систем, що мають великий вплив і створюють правила гри.

Ідейна натхненниця та керівниця програми «Стратегічне лідерство в секторі безпеки та оборони України» для державних управлінців вищого рівня сектора безпеки та оборони, яку в партнерстві з урядами Великої Британії, Канади та Офісом зв'язку НАТО в Україні було відкрито 2017 року.
«Метою програми було підсилення управлінської ефективності колективної кросфункціональної взаємодії та розвиток персональних лідерських спроможностей державних управлінців вищого рівня, які в своїх управлінських ролях безпосередньо та опосередковано беруть участь у формуванні політики, стратегії та реалізації завдань національної безпеки України».
У 2020 році запустила стратегічну програму для реалізації візії Міністерства оборони України. Метою програми є сприяння та імплементація нової інтегрованої моделі оборонної системи.

#### Могилянська стратегічна аґенція
2018 рік — заснувала action tank «Могилянська стратегічна аґенція», що займається розробкою рішень та дизайном моделей систем бізнесу, державних інституцій, регіонального розвитку, розвитку міст та територій, гуманітарної, економічної, соціальної сили та української держави загалом. Серед клієнтів агенції державні установи, такі як Національний банк України, Міністерство освіти України, УкрОборонПром, Національна академія медичних наук України, Державне космічне агентство України, Міністерство культури та інформаційної політики України, а також компанія Comfy, освітня організація Культурний проект, Громадське телебачення та інші.

## Громадська діяльність
Останні 10 років веде активну співпрацю з політичними, безпековими, фінансовими та академічним міжнародними структурами. Є активною учасницею розробки та реалізації реформ в Україні впливовими міжнародними think tanks.
У вересні 2019 року призначена заступницею директора Національного інституту стратегічних досліджень. Була залучена до трансформаційних процесів як всередині самого Інституту, так і в середовищі органів національної безпеки та оборони України. Розробила нову модель НІСД.

## Визнання
2013 року увійшла у рейтинг Топ 100 жінок-підприємиць України за версією видання delo.ua.
2019 року нагороджена орденом княгині Ольги III ступеня за значний особистий внесок у захист державного суверенітету і обороноздатності країни.
2020 року вийшла у фінал національної премії «Жінка України» у номінації «Вища та післядипломна освіта».